# Club de Deportes Cobreloa
El Club de Deportes Cobreloa es una sociedad anónima deportiva de Chile, con sede en la ciudad de Calama, en la Región de Antofagasta, cuya actividad principal es el fútbol profesional masculino y femenino, y juega en la Liga de Ascenso de Chile.
Cobreloa fue fundado el 7 de enero de 1977; antes de su fundación oficial fue conocido como «Club Sport Cóndor» y luego como «Deportes el Loa» en su época de club amateur. La Asociación Central de Fútbol el año 1977 aprobó su incorporación a la Segunda División con 38 votos a favor. El anuncio oficial de la fundación del club, se realizó a las 20:45 horas de Chile, mediante un informe radial.
Tras participar por 38 temporadas ininterrumpidas en Primera División desde 1978, el equipo desciende de categoría por primera vez en su historia el 30 de abril de 2015. El club, actualmente es un afiliado a la ANFP, para los intereses de su categoría de fútbol en el país. En 2024 volvió a disputar la Primera División de Chile después de 8 años.
En 30 de marzo de 2006, en una reunión en la que participaron 56 socios y dirigentes de la institución, se decide que el club pasa a ser gestionado, en forma de sociedad anónima deportiva, por medio de la aprobación de la Ley 20.019, que regula el deporte profesional, cambiando su nombre a «Club de Deportes Cobreloa S.A.D.P.» Esta decisión fue aprobada en unanimidad, por parte de los presentes. El 22 de abril del mismo año, la sociedad anónima es constituida.
Cuenta con 8 títulos de Primera División, campeonatos logrados en 1980, 1982, 1985, 1988, 1992, Apertura 2003, Clausura 2003 y Clausura 2004, un título de Primera B logrado en 2023, una Copa Chile obtenida en 1986y 3 Liguilla Pre-Libertadores en 1981, 1986 y 2001. A nivel continental, terminó en segundo lugar de la Copa Libertadores de América en 1981 y 1982, torneo en donde han participado en 13 oportunidades, a esto se le suman sus 3 apariciones en la Copa Sudamericana. Cobreloa, por sus títulos locales es el equipo de Fútbol Chileno de Regiones (fuera de Santiago de Chile) más exitoso del país, y a su vez, es 
considerado por muchos el "Cuarto Grande" del Fútbol Chileno.
Disputa sus partidos de local en el Estadio Zorros del Desierto, recinto que antes de entrar en su etapa de reconstrucción en marzo de 2013, era llamado Estadio Municipal de Calama. Actualmente posee una capacidad aproximada de 12 500 espectadores, aunque se cree que puede albergar hasta 15.000 espectadores,  fue reinaugurado oficialmente el 18 de abril de 2015, en el partido entre Cobreloa y Deportes Antofagasta, donde el cuadro local debutó en su remodelado estadio con una victoria.
El clásico rival de Cobreloa es el Colo-Colo de Santiago, el club más grande y popular de Chile, con quien disputó palmo a palmo ocho títulos entre 1979 y 2003, se enfrentó en varias finales y semifinales de campeonatos. Además, Cobreloa mantuvo una paternidad histórica sobre los albos hasta 2015, sobre todo jugando de local en el Estadio Municipal de Calama, reducto en donde Colo-Colo no obtuvo triunfos en más de dos décadas. Cobreloa y Colo-Colo son también los equipos chilenos con mejores resultados históricos en la Copa Libertadores de América. También mantiene rivalidad regional con Deportes Antofagasta y disputa el llamado Clásico del Cobre con Cobresal de la ciudad de El Salvador. 
El nombre del club se debe a la unión de dos palabras, Cobre debido a que en la Provincia de El Loa se encuentran los yacimientos cupríferos más importantes de Chile, como la mina de Cobre a tajo abierto más grande del mundo, Chuquicamata. La otra palabra es Loa, que hace referencia al río que cruza la ciudad de Calama y que le da también el nombre a la Provincia. También posee ramas en el rugby y el Fútbol femenino desde 2019, además de incursiones en el baloncesto, y futsal, ambas sin éxito.

## Historia

### Orígenes
A mediados de la década de los años 50, después de diversos llamados y exigencias de las personas, la comunidad deportiva de la zona decidió que Calama debía de tener un equipo profesional de fútbol, con el objetivo de dar un lugar de recreación a las familias y a la comunidad naciente del sector.
En el año 1959, Calama se proclama campeón de Chile en fútbol amateur por primera vez en su historia, bajo la dirección técnica de Roberto Rodríguez Antequera, encuentro que tuvo lugar en el Estadio Municipal de Calama ante la escuadra de Club Thomas Bata de Peñaflor. Esta participación del equipo local hizo que la ciudad expresara con más fuerza la necesidad de poseer un equipo profesional de fútbol. Ello hizo que varios técnicos de la época se unieran con la idea de que Calama pudiera tener un club que estuviese en el profesionalismo. 
Se eligió a Club Sports Cóndor como la primera institución de Calama que entraría al profesionalismo, el que poseía el total apoyo por parte de la empresa Codelco para las necesidades de traslado que requerían los equipos visitantes para llegar a Calama. Para esto, la primera acción que se emprendió para el objetivo, fue la obtención de la personalidad jurídica, la que se le logró de forma rápida y permitió que se constituyera como el primer club de la ciudad en materializar dicho trámite. Luego, se efectuó la postulación del club al profesionalismo y el primer intento fue por medio del gerente de negocios de Codelco, Carlos Seguel, el que a finales del año 1962, fue nombrado como presidente del club, su principal responsabilidad era forjar el vínculo entre el club con la Corporación Nacional del Cobre. La respuesta a la postulación para el profesionalismo fue negativa, el motivo crucial fue por la lejanía de la ciudad de Calama con la capital del país, condicionando la aceptación del equipo solo si este se unía con un equipo de la zona central del país.
En 1967, la Asociación Nacional de Fútbol Amateur autoriza al Club Sport Cóndor a postular nuevamente al fútbol profesional. Este acto fue realizado en el recinto del Estadio Techado de la ciudad de Calama y para esto se acordó que Roberto Rodríguez y Domingo Iraola, que estaban ligados al futbol de la zona, viajasen a Santiago a entrevistarse con el presidente de la central de fútbol, Nicolás Abumohor, con el objetivo de plantear la postulación. Sin embargo, no se logró el objetivo nuevamente por la misma razón, debido a que en ese entonces el fútbol profesional para Chile se constituía a partir del límite de la ciudad de Coquimbo hasta la ciudad de Los Ángeles y la ciudad de Calama se encuentra fuera de ese rango geográfico.
En 1973 nace «Deportes El Loa» a partir de la misma personalidad jurídica que Club Sports Cóndor. Este club poseía una selección de exponentes de la disciplina de Chuquicamata y Calama con el fin de crear una unidad comunal en torno al equipo, el que comenzó a participar contra equipos de Primera División, en los que se incluye un partido contra la Selección de fútbol de Cuba. Este equipo contaba con el apoyo de CODELCO al igual que su predecesor y contaba entre sus filas con jugadores como Serapio Marín, Martín Cáceres, Héctor Fuentes y Juan Marín, quienes estuvieron en el profesionalismo.
Durante el transcurso años 1970, posteriores al nacimiento de Deportes Loa, se realizó un intento de vinculación al club profesional Santiago Morning, con la aprobación de su dirigencia. Para ello, el presidente de la institución viajó a Calama para validar el compromiso. Con motivo de este mismo acuerdo, se pactó un encuentro entre un combinado de Deportes El Loa y Santiago Morning, en contra del equipo de Colo-Colo. Ambos clubes se reunieron en la Asociación Central del Fútbol para validar la legalidad de la fusión, para lo cual CODELCO asumiría los gastos de traslado de los equipos que llegarían a Calama, lo que pronto generó la discrepancia de los dirigentes y aficionados del equipo de Santiago Morning, no pudiendo llegar a un acuerdo entre ambas entidades, estas discrepancias finalmente impidieron la fusión y la incorporación de Deportes Loa al profesionalismo.
Los problemas económicos que poseía el Club Regional Antofagasta eran urgentes y solicitaron al Intendente de la Región que los trabajadores de la facción de CODELCO Chuquicamata se unieran a este club y dieran el uno por ciento de su sueldo para poder formar parte de un club profesional. Sin embargo, hubo una negativa de parte de los dirigentes locales, por lo que se rechazó la propuesta por parte de la asamblea, de esta forma la unión regional resultó fallida. Posteriormente, el gobernador de aquel entonces, el coronel de Ejército Fernando Ibáñez Venegas, se enteró por medio de una entrevista publicada en el diario El Mercurio por el periodista Alfredo Llewellyn Bustos al presidente de la Asociación de Fútbol de Calama, Cesáreo Castillo Michea, la que indicaba que Calama podía nuevamente postular al fútbol profesional.
El martes 26 de septiembre de 1976 entidades comunales como la Cámara de Comercio, Dirigentes Deportivos de Calama y Chuquicamata, empresarios y pequeños comerciantes, además de autoridades como el coronel Fernando Ibáñez Venegas y el subgerente de CODELCO José Gorrini, comenzaron con una iniciativa, la cual tenía el fin de motivar a los interesados en formar parte de un comité inmediato llamado "Pro Ingreso al Fútbol Rentado", idea que fue apoyada por los presentes. Fue el mismo José Gorrini el que manifestó que la empresa CODELCO apoyaría íntegramente la iniciativa, según sus palabras, con el fin de "otorgar a los trabajadores de la empresa un buen bienestar, traducido en actividades de sano esparcimiento y recreación".
Cobreloa se fundó oficialmente el 7 de enero de 1977 proveniente del equipo amateur Deportes El Loa, el que se desmanteló tras 28 años de existencia en el fútbol amateur, para transformar sus instalaciones y fundar desde cero un nuevo club de deportes llamado Cobreloa. Para que se concretara la oficialización del profesionalismo, durante casi todo un año, la Provincia de El Loa, las ciudades de Calama y Chuquicamata se movilizaron bajo el lema "Ahora o nunca" con la intención de conseguir la tan preciada hazaña de ingresar al fútbol profesional.
De este modo el 7 de enero la Asociación Central de Fútbol (ACF) aprobó su incorporación a la Segunda División con 38 votos, lo que desató una algarabía total, expandiendo la fiesta popular y deportiva en toda la ciudad, con caravanas que recorrían Calama y Chuquicamata. Mientras ocurrían las festividades en ambas ciudades el presidente citó lo siguiente:

"...Logramos un apoyo casi unánime de los clubes de Primera y Segunda División, y en la primera votación quedó definido el ingreso de Deportes Loa al fútbol rentado. El esfuerzo de muchos y el trabajo tras la posible aceptación de El Loa en el fútbol profesional se ha concretado hoy..."
Francisco Núñez Venegas, (1977)

### Primeros años en el profesionalismo

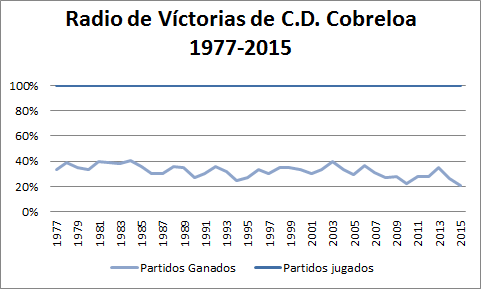
Radio de victorias en porcentaje en la ligas en las que ha participado el club desde el año 1977 hasta 2015.

En el año 1977, el equipo realiza su debut como equipo profesional, en el torneo de Copa Chile del respectivo año el día 6 de febrero ante Regional Antofagasta. El cuadro dirigido por Andrés Prieto logra su primera victoria, por 2-0, los goles fueron anotados por Armando Alarcón y Juan Rogelio Núñez. Animando lo que sería posteriormente el “Clásico de la Segunda Región”. La condición de local era ejercida por el equipo de Calama, sin embargo, al no poseer aún un estadio en donde poder jugar, se realizó el partido en el Estadio Regional de Antofagasta. Cobreloa es promovido ese mismo año a la Primera División de Chile, luego de clasificar a la liguilla de promoción, tras haber quedado 4° en la tabla regular de la Segunda División. En la liguilla, se encontraban los equipos de Santiago Wanderers, Santiago Morning y Malleco Unido, con empates ante Santiago Wanderers y Santiago Morning y un triunfo ante Malleco Unido.
En su segundo año de existencia ya Cobreloa jugaba en Primera División y debutó frente a Colo-Colo el 5 de marzo de 1978 en el Estadio Municipal de Calama, derrotándolo por 4-2 en el Campeonato Nacional de 1978. Cobreloa dio la sorpresa al terminar el torneo quedando 2° con 49 puntos, siendo superado por el campeón Palestino con 53 puntos. En la liguilla Cobreloa terminó último con 1 punto, por lo que el sueño de jugar la Copa Libertadores debió ser postergado para una nueva ocasión.
En 1979, la historia se repite, En Copa Chile Cobreloa fue semifinalista, cayendo frente a Colo-Colo en Santiago. En el Campeonato Nacional nuevamente finaliza como Subcampeón, con 45 puntos, diez menos que el campeón Colo-Colo. En la liguilla terminaría último con 0 puntos. A pesar de los resultados agridulces, ambos subcampeonatos fueron el preámbulo de lo que vendría a partir de 1980.

### Década dorada
En la década de los 80', Cobreloa comenzaría una rivalidad eterna frente a Colo-Colo, ya que 8 de las 10 temporadas fueron conseguidas por uno de estos dos equipos quienes peleaban palmo a palmo hasta las fechas finales. Durante la época entre 1980 y 1985, el equipo de Cobreloa consiguió realizar un récord en Chile, el que consistió en mantener su localía invicta durante el lapso de dichos años, con un total de 91 partidos disputados sin conocer derrotas, logró que hasta el día de hoy, ningún equipo del país ha podido superar. La racha se rompió el 22 de septiembre de ese año con la derrota ante Cobresal por 2-3 en Calama
En 1980 precisamente, Cobreloa se alzaría como campeón por primera vez. Tras una lucha de campeonato aguerrida contra Universidad de Chile, los "Loínos" dirigidos por Vicente Cantatore y comandado por figuras como Oscar Wirth, Enzo Escobar, Héctor Puebla, Víctor Merello y Óscar Muñoz entre otros, se adjudicaron el título tras sobrepasar a la "U" en la penúltima fecha al obtener un triunfo por 2-0 ante Deportes Iquique como visitante, mientras que la Universidad de Chile solo obtuvo un polémico empate ante Lota Schwager, equipo con el que Cobreloa se enfrentaría en la última fecha derrotándolo por 3-0 y consagrándose como campeón del torneo de Primera División. En 1981, el club fue subcampeón de América tras caer en la final de Copa Libertadores un partido histórico para el futbol chileno. La disputa fue frente al Flamengo de Brasil en 3 partidos; derrota 1-2 de visita, triunfo 1-0 de local y derrota por 0-2 en cancha neutral (Estadio Centenario de Montevideo, Uruguay) con dos goles de Zico. Por otro lado, Cobreloa en la liga local pelearía el bicampeonato junto a Colo-Colo, quien terminaría siendo campeón tras tener 48 puntos, seguido de Cobreloa con 47. Para el año 1982, Cobreloa nuevamente pelearía la final de la Copa Libertadores, cayendo nuevamente derrotado frente a uno de sus clásicos rivales internacionales, Peñarol de Uruguay con empate 0-0 en Montevideo y con derrota 0-1 en el último minuto en Santiago. Tras tan amarga derrota, Cobreloa se juramentó con su Director Técnico ser campeones del Campeonato Nacional de ese año, cumpliendo con éxito la tarea. Cobreloa se proclamó campeón por segunda vez en su historia tras vencer por 5-0 a Deportes La Serena en Calama y sacar 4 puntos de diferencia ante Colo-Colo quien terminó en segundo lugar con 41 puntos.
En 1983, Cobreloa y Colo-Colo nuevamente lucharían por el Título Nacional, esta vez los vencedores fueron los "Albos" quienes se consagraron campeones con 63 puntos, solo uno más que Cobreloa. En la Copa Libertadores, Cobreloa sería eliminado en primera ronda.
1984 fue un año atípico en el Fútbol Chileno, ya que el campeonato se dividió en Zonas Norte y Sur. Cobreloa ocupó el primer lugar de la Zona Norte con 41 puntos lo que le valió clasificar a la liguilla final, en la cual terminó último con 1 punto. El campeón fue la Universidad Católica y subcampeón Cobresal. Al siguiente año, en 1985 Cobreloa era dirigido por Jorge Toro, lo que permitió que el equipo retomara su nivel y tras 3 años, se consagró por tercera vez como campeón del fútbol nacional, en una férrea lucha de campeonato frente a Everton de Viña del Mar. Cobreloa se consagró campeón por primera vez fuera de Calama, tras vencer por 3-1 a Deportes Arica quien con ese resultado descendería. Cobreloa logró el título con 52 puntos, solo dos más que Everton.
Una nueva lucha entre Albos y Zorros se protagonizaría en la temporada 1986, pero Cobreloa quedó atrás en las últimas fechas finalizando tercero, detrás de Palestino y del campeón Colo-Colo. Aunque una nueva alegría tendría Cobreloa tras ganar la Copa Chile, en una reñida final de tres partidos frente a Fernández Vial, con triunfo en la ida en Concepción por 1-0, derrota en Calama por 0-2 y triunfo en cancha neutral por 3-0 en el Estadio Regional de Antofagasta, adjudicándose así por primera y única vez este título en su historia.
En 1987 Cobreloa seguiría en un nivel competitivo, aunque terminaría siendo tercero tras el campeón Universidad Católica y Colo-Colo. Jugó la liguilla para Copa Libertadores de 1988 finalizando en segundo lugar, lo que no alcanzaría para clasificar. La temporada 1988 comenzaría de manera compleja, pese a que el club se reforzó con jugadores como Carlos Gustavo de Luca, Jorge "Pindinga" Muñoz, Nelson Enríquez o el arquero Marcelo León, más la presencia del goleador de la Selección Juvenil Camilo Pino la escuadra no tuvo buenos resultados, lo que le costó el puesto al DT Jorge Luis Siviero.
Pero nuevamente volvería la alegría a Calama en el transcurso del Campeonato Nacional de 1988, debido a que, con solo 11 años de existencia Cobreloa alzaría su cuarto título, y esta vez la pelea sería frente a otro clásico rival, Cobresal. El equipo, dirigido por Miguel Hermosilla y comandado por el campeón del mundo Marcelo Trobbiani, levantó por cuarta vez la Copa de campeón frente a Colo-Colo en Calama derrotándolo por 1-0, un ingrediente extra para lo que terminaría siendo la fiesta total. Así Cobreloa terminó con 40 puntos seguido de los de El Salvador con 37.
El año 1989 no solo sería el último año de la década, también el último año en que se vería un Cobreloa protagonista y peleando arriba. Por Copa Libertadores, Cobreloa fue eliminado en cuartos de final a manos de Danubio de Uruguay. En el Campeonato Nacional, terminaría tercero con 39 puntos, superado por el campeón Colo-Colo (45) y Universidad Católica (42). Así se cerraba una década dorada en la historia de Cobreloa.

### Años 90
La década de los 90 tuvo más bajos que altos para Cobreloa. En 1990 Cobreloa terminó 7° con 31 puntos, muy por debajo de las expectativas y de los primeros lugares que siempre peleó en los 80'. Mientras que el archirrival en ese entonces, Colo-Colo celebraba su bicampeonato. 
En 1991 no mejoraría mucho el panorama para los de Calama, tras finalizar 6° con los mismos 31 puntos del año anterior y donde nuevamente Colo-Colo sería el ganador de ese Campeonato coronándose como tricampeón. Cobreloa estaba al debe en su rendimiento, por lo que se buscaría una forma de levantar al cuadro naranja. Además fue subcampeón de la Copa Chile tras caer frente a la UC por 1-0 en la Final.
Para el año 1992, nadie daba un peso por Cobreloa, a mitad de año el técnico Fernando Cavalleri sería cesado de sus funciones por los pésimos resultados. La llegada del coquimbano José Sulantay traería nuevos aires a un caído Cobreloa, que tenía como figuras a Ramón "Peraca" Pérez, Jaime Vera, Marco Antonio Figueroa, y un joven Fernando Cornejo, además del argentino Carlos González. Cobreloa en una remontada histórica batiría un nuevo récord de partidos invictos en una temporada con 26 partidos sin conocer la derrota (entre la fecha 4 y 29), lo que le valió ser campeón por quinta vez en su historia, despojando del tetracampeonato a su archirrival Colo-Colo (que un año antes, ganó la Copa Libertadores de América), desplazándolo al segundo lugar. Cobreloa levantó la copa de campeón tras vencer por 3 goles a 2 a Arturo Fernández Vial (equipo que terminó descendiendo, en la última fecha), en un Municipal repleto. Alcanzó los 44 puntos, mientras que Colo-Colo terminó con 42.
Cobreloa en 1993 jugaría nuevamente la Copa Libertadores, quedando eliminados en octavos de final frente a Cerro Porteño de Paraguay. En materia nacional, nuevamente Cobreloa sería subcampeón de la Copa Chile, tras perder por 1-3 frente a la Unión Española. En el Campeonato Nacional al igual que el año anterior, lucharía el título frente a Colo-Colo, aunque esta vez, la escuadra alba sobrepaso a los "Loínos" y fueron los campeones con 44 puntos, seguido de Cobreloa con 40. En la Liguilla de campeonato, quedó último con 0 puntos.
En 1994, Cobreloa tendría nuevo técnico: Jorge Garcés sería el encargado de dirigir a los naranjas, que terminarían el campeonato 5° con 33 puntos. El campeón fue la "U" quien no obtenía un título hace 25 años. En la Liguilla los Zorros del Desierto terminarían segundos con 4 puntos, posición que les dio un cupo para debutar en la Copa Conmebol de 1995. Paralelamente, en la Copa Chile Cobreloa fue eliminado en cuartos de final.
En 1995 Cobreloa debutaba en la Copa Conmebol, donde finalmente fueron eliminados en cuartos de final por Rosario Central de Argentina. Por Copa Chile, Cobreloa volvería a ser subcampeón tras caer frente a la UC. En el Campeonato nacional Cobreloa terminaría 5° con 44 puntos. En la liguilla, ya dirigido nuevamente por Miguel Hermosilla, terminó último con 0 puntos, pero fue ganador de la liguilla Pre-Conmebol lo que le dio nuevamente el cupo para dicho torneo.
Al siguiente año, en 1996, Cobreloa nuevamente disputó la Copa Conmebol quedando eliminados en octavos de final nuevamente por Rosario Central. En Copa Chile no tuvieron un desempeño adecuado, quedando fuera en la primera ronda. En el Campeonato Nacional, mientras tanto, terminó en un expectante 3° con 51 puntos. Finalmente, en la liguilla cayó por penales frente a la UC, quedando fuera de todo Campeonato Internacional para 1997. 
Precisamente en el 1997, se estrenó en el Fútbol Chileno, la modalidad de dividir el año en dos campeonatos por semestre, Apertura y Clausura. A Cobreloa llegaría como Director Técnico el exjugador de Cobreloa e ídolo en los 80', Carlos Rojas. En el primer campeonato Cobreloa terminó 5° con 22 puntos, y en el Clausura tuvo el mismo 5° con 25 puntos.
En 1998 se vuelve al Campeonato largo de 30 fechas, donde Cobreloa terminó 4° con 51 puntos. En la liguilla Cobreloa fue eliminado en semifinales ante la UC, quedando sin torneo internacional para el siguiente año. En 1999 llega el técnico Arturo Salah, aquel año traería alegría a la hinchada cobreloína, ya que terminó 3° con 40 puntos, y clasificó a la Copa Libertadores 2000. De esta manera, Cobreloa terminaría nuevamente en las posiciones de avanzada y recibiría el nuevo milenio disputando nuevamente la Copa Libertadores de América.

### Década de 2000

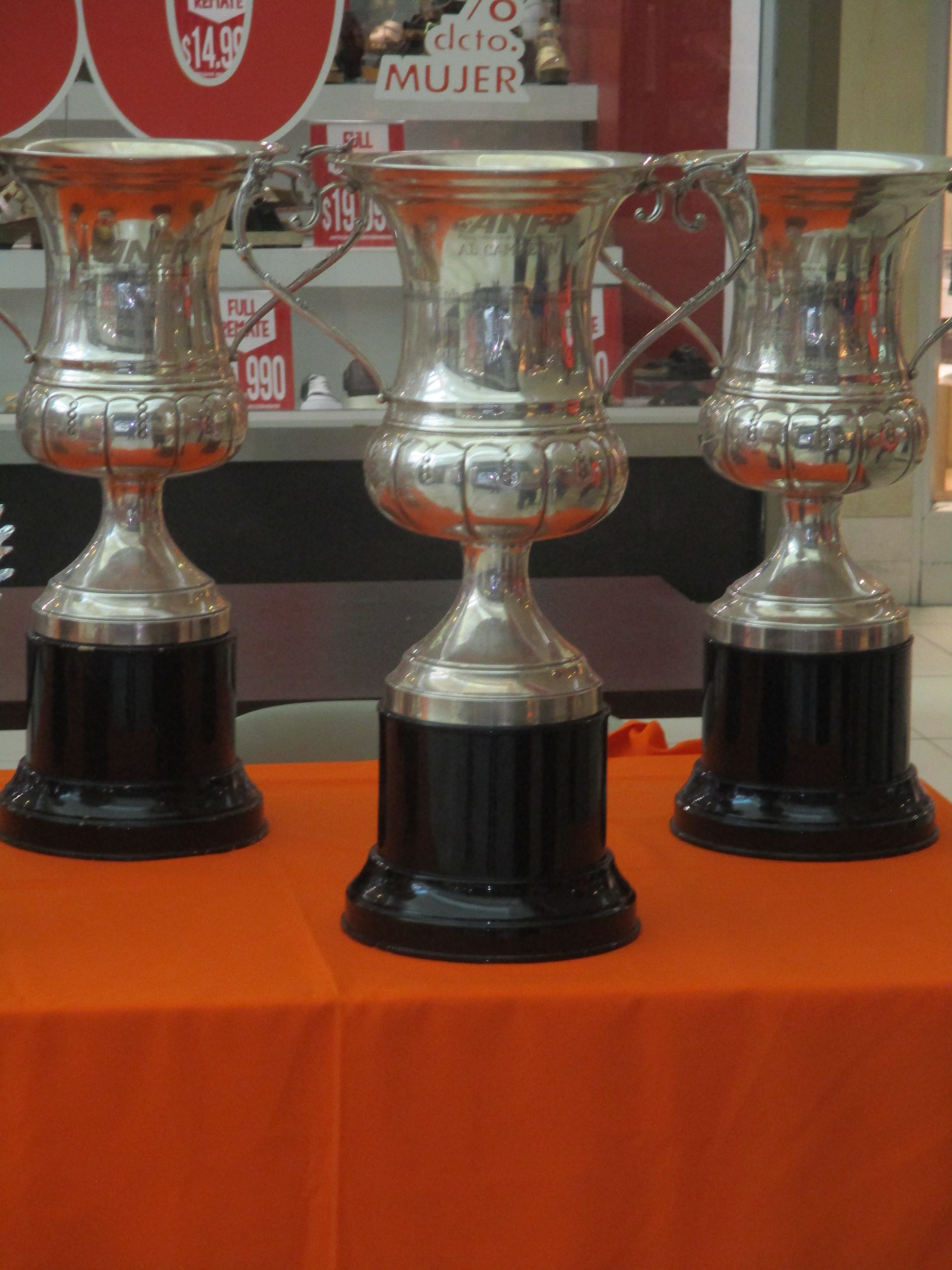
Trofeos de Cobreloa obtenidos en los años 2003-2004.

En el año 2000, Cobreloa tenía jugadores como el exseleccionado chileno Eduardo Vilches, Paolo Vivar y el seleccionado hondureño Eduardo Bennett, que fue refuerzo del club en ese año. Consiguió jugar después de 8 años la Copa Libertadores de América, pero fue eliminado en primera ronda. En la Copa Chile, fue semifinalista, siendo eliminado por Santiago Morning. En el campeonato nacional, Cobreloa terminó 2° con 52 puntos, siendo superado por el campeón, Universidad de Chile que terminó con 61 puntos. Si bien no se logró lo esperado, el segundo lugar en el Campeonato Nacional le otorgó a Cobreloa la opción de jugar la Copa Libertadores 2001, donde quedaría 2° en su grupo con 10 puntos, siendo superado por Boca Juniors de Argentina con 15. Los chilenos fueron nuevamente eliminados por su clásico verdugo Rosario Central en octavos de final. 
En 2001 pasó a ser dirigido por el argentino Oscar Malbernat, el que consiguió que en el Campeonato Nacional de aquel año, Cobreloa terminara 5° con 48 puntos, jugando la liguilla final y venciendo a la Universidad de Chile en las finales; empate 4-4 en Calama y victoria 1-2 en el Estadio Nacional de Santiago, con el recordado Gol de Oro mediante tiro libre de Fernando Cornejo. Gracias a estos méritos del equipo, Cobreloa gana el cupo para disputar la Copa Libertadores de América del año siguiente.
En 2002 Cobreloa estaba dirigido por el ídolo del club, Víctor Merello. Para los Zorros fue un año negativo, de los peores en la historia de Cobreloa, ya que su proclamado archirrival Colo-Colo no solo gana en Calama después de 25 años, sino que también los golea, dejándolos eliminados del Torneo de Apertura, derrota que caló hondo en los hinchas naranjas. En la Copa Libertadores también su participación se vería manchada, debido a un confuso incidente en el partido frente a Olimpia, válido por los octavos de final, donde una moneda impactó al juez de línea, lo que costó la eliminación de Cobreloa. En el Clausura, siendo dirigidos por el experimentado Nelson Acosta, Cobreloa logra clasificar a Play-Offs tras terminar 1° en su grupo, siendo eliminados nuevamente por Colo-Colo (equipo que terminó siendo campeón de ese torneo, en su período de estado de quiebra) en semifinales.
Habiendo recorrido un largo camino de derrotas, comenzaría entonces "El Año Naranja". En 2003 Cobreloa disputa la Copa Libertadores teniendo un notable desempeño, siendo eliminados por Boca Juniors, en cuartos de final. En el Torneo de Apertura, Cobreloa fue 1° en la tabla general con 31 puntos, y por primera vez en su historia jugaría una final de Campeonato frente a su archirrival Colo-Colo, que peleaba por el bicampeonato. El cuadro nortino estaba comandado por figuras como José Luis Díaz, Patricio Galaz, Nelson Tapia, Rodrigo Meléndez, Luis Fuentes, entre otros, mientras que el campeón vigente era liderado por los experimentados Iván Zamorano y Marcelo Espina. Tras un 0-0 en el Estadio Monumental y una victoria 4-0 en el Estadio Municipal de Calama con goles de Fuentes, Díaz y dos de Galaz, Cobreloa logra ganar su sexto título, después de casi 11 años. Este partido además, marca el adiós definitivo del fútbol de Iván Zamorano, luego de que el delantero fuese expulsado por agredir al árbitro Carlos Chandía. En el Torneo de Clausura, Cobreloa perdería a su flamante técnico Nelson Acosta y en su reemplazo, llegaría el experimentado entrenador uruguayo Luis Garisto. Cobreloa nuevamente termina 1° en su grupo y  disputa otra vez la final frente a Colo-Colo. Para los "Albos" la revancha era perfecta ya que esta vez el título se definía en Santiago y ya lo daban por hecho tras conseguir un empate 2-2 al último minuto en la final de ida en Calama, pero la realidad fue otra ya que un Monumental repleto vería por primera y única vez a un equipo visitante llevarse la copa de campeón, luego de que Cobreloa venciera por 1-2 logrando por primera vez el bicampeonato.
En el año 2004 Cobreloa fue dirigido por Fernando Díaz, con el equipo siendo favorito para llegar a las instancias finales de la Libertadores de ese año, sin embargo terminó en el último lugar del grupo con 0 puntos, perdiendo sus 6 partidos. En el Torneo de Apertura, Cobreloa terminaría líder en la tabla general con 37 puntos, llegando a la final como gran favorito para ser tricampeón del Fútbol Chileno, enfrentándose a la Universidad de Chile. Sin embargo en dos finales, tras un 0-0 en el Estadio Nacional en Santiago y un 1-1 en Calama, se verían forzados a definir el título desde los lanzamientos penales, donde el cuadro universitario sería campeón luego de 4 años, tras vencer 2-4 en aquella definición. Sin embargo, para el Torneo de Clausura, luego de un comienzo muy dudoso, Fernando Díaz fue cesado de sus funciones como Director Técnico, volviendo Nelson Acosta al equipo. Cobreloa quedó 2° en su grupo con 25 puntos, y jugaría su cuarta final consecutiva, esta vez frente a Unión Española. La llave se definió en el partido de ida con triunfo para Cobreloa por 3-1 en el Estadio Santa Laura en Santiago. El partido de vuelta fue un apretado 0-0 donde Cobreloa sería campeón por octava y última vez. Ese año el delantero de Cobreloa, Patricio Galaz fue el Goleador del Mundo con un total de 42 goles registrados en todo el año.
Al año siguiente, Cobreloa volvería a quedar eliminado de la Copa Libertadores en fase de grupos. En el Torneo de Apertura asume como entrenador Jorge Socías, bajo la incertidumbre, Los Zorros del Desierto terminan 1° en su grupo con 33 puntos, pero queda eliminado en cuartos de final frente a Coquimbo Unido tras una derrota 1-0 como visita y un empate 1-1 en Calama. En ese torneo debutaría un jugador que más adelante sería una figura del fútbol chileno, Alexis Sánchez. En el Torneo de Clausura, asumiría la banca Miguel Hermosilla, y sus resultados no fueron los esperados, puesto que el equipo cumpliría una pésima campaña terminando 2° en su grupo con tan solo 23 puntos y siendo eliminado por el que sería el campeón, Universidad Católica.
Sin clasificación a un torneo internacional por primera vez en seis años, asume como director técnico el exjugador Jorge Aravena. En ese año, en el Torneo de Apertura, los "Loínos" fueron 2° en su grupo con 30 puntos, siendo eliminados en cuartos de final por Huachipato. En el Torneo de Clausura, Cobreloa mejoraría considerablemente terminando 1° en la tabla general con 37 puntos, lo que le valió un cupo para la primera ronda de Copa Libertadores 2007. Ya en los playoffs, serían eliminados por Colo-Colo en semifinales, que a la postre sería bicampeón. 
Para 2007, el nuevo técnico fue Gustavo Huerta, con el equipo de vuelta en una Copa Libertadores, siendo eliminado por el Paraná de Brasil. En el Torneo de Apertura Cobreloa finalizó 5° con 35 unidades, luego de unas primeras fechas muy prometedoras, pero tras la lesión del importante goleador Esteban Paredes, Cobreloa perdería terreno en el torneo. En el Clausura de ese año, Cobreloa fue 3° en su grupo con 31 puntos, y fue eliminado por Audax Italiano en cuartos de final.
El nuevo técnico para 2008 sería el paraguayo Gustavo Benítez, quien en el Torneo de Apertura, logró que Cobreloa realizara la peor campaña de su historia (hasta ese momento), terminando 15° con solo 23 puntos, aun así, al terminar segundo en su grupo jugó el repechaje, clasificando a Play-Offs, donde fue eliminado por Ñublense en cuartos de final. En el Clausura, fue cuando comenzaron a asomarse los fantasmas del descenso, Benítez fue despedido y en su reemplazo llegó Marco Antonio Figueroa, lo que le brindó al plantel un cambio de mentalidad. Cobreloa llegaba presionado a la última fecha, si perdía o empataba frente a Audax Italiano jugaba la Liguilla de Promoción al descenso, pero si ganaba, clasificaba al repechaje para jugar Play-Offs. Con el triunfo, Cobreloa alcanzó los 27 puntos, terminando 9.º luego de eliminar a Everton en el repechaje y a la Universidad de Chile en cuartos de final, fueron eliminados por Colo-Colo en semifinales tras dos empates, un 3-3 en Calama y un 2-2 en Santiago, en lo que para muchos fue la final anticipada.
En 2009 asumiría la dirección técnica Marcelo Trobbiani, exjugador e ídolo naranja. Sin embargo, tras los malos resultados, Trobbiani dejaría la banca "Loína" y asumiría el también exjugador Rubén Vallejos. En la Copa Chile 2008-2009, Cobreloa quedó eliminado en cuartos de final por la Universidad de Concepción, mientras que en el Torneo de Apertura quedó 10° con 24 puntos, sin clasificar a los Play-Offs por primera vez. En el Clausura de ese año asumió el ídolo naranja Mario Soto, logrando un 13° lugar con 19 puntos. Por su parte, en la Copa Chile 2009 quedaron eliminados en primera fase.

### Década de 2010
El Año del Bicentenario fue accidentado para todo el país y lógicamente para el Fútbol Nacional, tras el Terremoto que azotó a gran parte de la población, el Campeonato tuvo que ser modificado a su formato antiguo, siendo un solo Campeonato Largo de 34 fechas. Cobreloa finalizó 14° a solo 5 puntos del descenso directo y a 1 punto de la Liguilla de Promoción. En la Copa Chile Bicentenario Cobreloa queda eliminado en octavos de final por Deportes Iquique. En 2011 retorna a la banca el referente Nelson Acosta, de exitoso paso por el club en los años 2003, 2004 y 2005. En el Torneo de Apertura, Cobreloa finaliza 15° y nuevamente los fantasmas del descenso se asomaban por Calama, sin embargo la llegada de jugadores como Nicolás Trecco, Hugo Lusardi, entre otros, reforzaron el equipo de cara al Torneo de Clausura. Cobreloa finalizó 2° con 31 puntos, lo que le valió clasificar luego de siete años a una Copa Internacional, esta vez la Copa Sudamericana 2012. Finalmente cae en la final del Torneo frente a la Universidad de Chile en Santiago por 3-0. En Copa Chile, por otro lado, Cobreloa queda 29°, con 5 puntos. En 2012, tras los malos resultados en el Torneo de Apertura, Nelson Acosta renuncia y en su reemplazo llega el argentino Javier Torrente, Cobreloa terminó octavo con 23 puntos y fue eliminado en Cuartos de final por la U, que a la postre sería el tricampeón. En Copa Sudamericana Cobreloa llegaría hasta la segunda fase tras quedar eliminados por el Barcelona de Guayaquil. En el Torneo de Clausura, Cobreloa finaliza décimo segundo. En 2013 retorna a la banca Marco Antonio Figueroa quien supo sacarle rendimiento a un equipo que venía bajo tras las pésimas campañas de los últimos años, primero en la Copa Chile 2012-13 llegan hasta semifinales donde fueron eliminados por la UC.
En el Torneo Transición 2013 Cobreloa finaliza tercero, con un invicto de 10 fechas (de la 1 a la 10). Este torneo fue el primero en que Cobreloa no juega en Calama tras el cierre del Estadio Municipal de Calama que entra en etapa de remodelación. El tercer puesto le dio el cupo a Cobreloa para jugar la Copa Sudamericana de ese año, Donde tras vencer a Peñarol en Uruguay, queda eliminado en segunda fase por La Equidad de Colombia. 
Para el segundo semestre asume el banco Jorge García, exayudante de Figueroa, quien fue despedido por "falta de confianza" de parte de la directiva del club, lo que provocó consigo una demanda de parte de Figueroa en contra de Cobreloa por despido injustificado, el Tribunal Laboral de Calama falló a favor de Figueroa por lo que Cobreloa debió pagar una indemnización cercana a los $160.000.000. Ese año con García en el banco, Cobreloa tuvo un largo invicto de 26 partidos sin perder, entre Torneo Transición, Copa Chile, Copa Sudamericana y el Torneo de Apertura 2013-14, donde finalmente terminó en el décimo lugar. En Copa Chile 2013-14 fue eliminado en Octavos de final por Cobresal en la inauguración de su estadio provisorio, Luis Becerra Constanzo ("La Madriguera")

### Histórico descenso
En 2014, Cobreloa tendría su peor temporada en el fútbol chileno, Jorge García fue despedido por los pésimos resultados en el torneo de Clausura 2013-2014, en su reemplazo regresa Marcelo Trobbiani, donde finalizó octavo en la tabla de posiciones clasificando a la liguilla de postemporada en busca de un cupo en la Copa Sudamericana 2014, donde fue eliminado por Palestino. El Torneo de Apertura 2014-2015 comenzaba con un triunfo como visitante frente a Palestino, sería el único que conseguiría el trasandino al mando de Cobreloa que fue cesado en la fecha 5, tras alcanzar la última posición, las siguientes dos fechas Cobreloa estaría dirigido por su hijo Pablo Trobbiani, en la fecha 8 llega al mando Fernando Vergara, que se mantuvo hasta el final del campeonato con una cláusula de salida que decía que debía llegar al menos al décimo lugar de la tabla, pero los resultados no llegaron logrando solo dos triunfos (uno como visita ante San Marcos de Arica y uno como local ante Ñublense) finalizando como colista absoluto del torneo de apertura y en zona de descenso directo en la tabla acumulada. Ante esta situación finalizado el campeonato se confirma el regreso del técnico Marco Antonio Figueroa de cara al Torneo de Clausura 2014-2015, quien fue polémicamente despedido solo un año antes, Figueroa llega con su preparador Físico John Armijo, con el objetivo de salvar a Cobreloa del primer descenso en su historia, que lamentablemente no lo consigue, ya que el día 30 de abril de 2015, el cuadro de Calama desciende por secretaría, ya que el fallo de la Segunda Sala del Tribunal de Disciplina de la ANFP, falló 3-2 en contra de Cobreloa (Audax Italiano y Ñublense acusaron a los loínos, por el caso de Alejandro Hisis), restándole 3 puntos y condenándolo al descenso a la Primera B, por primera vez en su historia tras 37 años y medio de estar en Primera en 38 temporadas jugadas.

### Dirigentes, nuevos DT y campañas irregulares
Luego del descenso Cobreloa pasa por una época de crisis institucional, llegando incluso a tener dos directivas, siendo una presidida por Augusto González, quién destituyó a todos los directores de la segunda directiva, estos respondieron en una conferencia de prensa, en dónde criticaron el rol negativo de Augusto González, destituyéndolo del cargo. Las disputas entre ambos sectores llegarían a tal punto que intercedió el alcalde de Calama el señor Esteban Velásquez, que además es hincha del club, pidiendo que la directiva presidida por Mario Avilés renuncie. Una vez aclarado el lío dirigencial, el club firma contrato con la marca italiana Macron, sin embargo Augusto González amenazó a la marca con rescindir el contrato solo un día después de haber debutado con la nueva indumentaria, aludiendo faltas al contrato firmado y criticando el lanzamiento de la camiseta que realizó la marca en una conocida discoteca de Calama. En lo deportivo, llegaría a la banca el técnico argentino César Vigevani, y como ayudante técnico el exjugador e ídolo de Cobreloa Luis Fuentes, ambos con la clara misión de retornar el equipo a la Primera división, debutan oficialmente en el marco de la Copa Chile 2015 con un triunfo en calidad de local ante San Marcos de Arica por 1:0.
Sin embargo, la primera temporada en el ascenso terminó sin pena ni gloria para el club, quien en el campeonato de 2015-16 culminó en la tercera posición, luego de una irregular campaña, por lo que no le alcanzó para el rápido ascenso a la División de Oro del fútbol chileno. Vigevani fue cesado por la dirigencia loína a pocas fechas del término del torneo.
El torneo 2016-17 fue el peor en su estadía en el ascenso chileno. La irregular campaña trajo consigo el triste récord de tener cuatro entrenadores en una sola temporada. El primero fue un viejo conocido, Carlos Rojas. Sin embargo el exjugador fue rápidamente cesado en su cargo en solo 4 fechas, luego de 2 derrotas y un empate. César Bravo tomó la posta de Rojas, pero los resultados tampoco fueron favorables y solo estuvo en la banca hasta la fecha 13 tras caer ante Deportes Copiapó. Bravo tuvo solo 1 triunfo, 4 empates y 4 derrotas. Fue Rodrigo Meléndez quien cerró la primera parte del campeonato en las últimas dos fechas obteniendo dos triunfos. Para la segunda rueda retorno al banco José Sulantay luego de 24 años. Hubo mucho optimismo de parte de la hinchada, ya que Sulantay logró ser campeón en Primera División en 1992. Sulantay tuvo un mejor desempeño que sus antecesores, logrando 8 victorias, 3 empates y 3 derrotas. Cobreloa terminó en el sexto puesto, luego de haber estado en las últimas posiciones gran parte de la temporada. También llegaría como refuerzo Lucas Simón, quién pronto se convertiría en goleador histórico del equipo en competencias de Primera B. 
En el Torneo de Transición 2017 Cobreloa termina en la tercera posición, obteniendo 7 triunfos, 2 empates y 6 derrotas, estos resultados aumentarían la desesperación de la hinchada quien no estaba acostumbrada a ver al equipo en el ascenso. Sulantay dejaría la banca loína sin buenos resultados.

### Subcampeonato, Estallido Social y el regreso a Primera
Hacia 2018, Cobreloa por primera vez tiene chances reales de conseguir el ascenso, tras terminar como subcampeón del Torneo con 52 puntos, luego de repuntar de forma notable desde la novena posición en la primera rueda con Rodrigo Pérez como entrenador al segundo lugar con Rodrigo Meléndez en la segunda. El subcampeonato le permitió a Cobreloa acceder a disputar el ascenso en llave de ida y vuelta contra el ganador de la liguilla de Ascenso. Cobresal llegó a la final tras eliminar a Santiago Morning y sorpresivamente a Santiago Wanderers quien era el gran favorito para disputar el ascenso junto a los Naranjas. 
En el partido de ida disputado en el Estadio El Cobre de El Salvador, Cobreloa cayó por 2-1, por lo que obligaba a los naranjas a ganar en la vuelta, mientras que el empate los dejaría una temporada más en la división de plata del fútbol chileno. Con 12.000 personas en el Estadio Zorros del Desierto de Calama, los zorros salían a buscar el triunfo, pero se encontraron con un Autogol de Miguel Sanhueza recién comenzando el partido dejando la serie 1-3 para Cobresal. Comenzando el segundo tiempo Cobreloa encontraría el empate con gol de Pablo Parra, pero unos minutos más tarde Juan Carlos Gaete establecería el segundo gol para la visita, y aunque Parra terminaría empatando el partido sobre el final, aquel gol de Gaete terminó sepultando las aspiraciones loínas de conseguir el ascenso. Al finalizar el partido la tristeza se apoderó de los hinchas quienes esperaban un mejor resultado. Así Cobreloa continuaría un año más en la "B". 
En 2019, llegaría a la banca loína el técnico Víctor Rivero quien precedía de buenas campañas en Primera B. Si bien se mantuvo durante gran parte del torneo en el primer lugar, en los últimos partidos de la segunda rueda fue enredando partidos importantes, teniendo como punto más bajo la derrota ante Santiago Wanderers por 1-5 en Valparaíso. Cobreloa perdió la punta del campeonato y luego se desataría el Estallido social en Chile de 2019, lo que obligó a suspender el campeonato con los "Zorros" en el quinto puesto y los "Caturros" prácticamente ascendidos a Primera División. La liguilla fue postergada para enero de 2020 y para disputar el ascenso de categoría regresa el técnico Marco Antonio Figueroa tras la renuncia de Rivero. 
Para la temporada 2021, Cobreloa se reforzaría con nombres destacados como el volante argentino Fernando Omar Barrientos (campeón con Paranaense) , y el volante nacional Álvaro Césped. Además, Rodrigo Meléndez volvería a Cobreloa con el objetivo de volver a la división de honor. El equipo comenzó el campeonato de una muy mala manera, con una racha muy negativa, abrochando 7 partidos sin conocer la victoria (3 derrotas y 4 empates), rompiendo esta racha negativa en la fecha 8 al conseguir una victoria contra San Luis. Con el pasar de las fechas, el equipo comenzó a volverse irregular con el pasar de las fechas: desde la fecha 9 hasta la fecha 19, el equipo solo cosechó 2 victorias, 4 empates, y 4 derrotas, consumando la destitución de "Kalule" Meléndez el 6 de septiembre tras ser derrotados por Coquimbo Unido, y ubicar a Cobreloa en los puestos de descenso. En su reemplazo, llegaría el estratega argentino Héctor Almandoz. El equipo no lograría levantar cabeza y solo cosecharía 4 victorias, 2 empates, y 5 derrotas, despidiéndose del torneo ocupando el 13.º lugar de la tabla, salvándose de un posible descenso, aumentando la decepción de la hinchada "Loína" tras el magro rendimiento del equipo, además de la destitución del técnico argentino.
Para la temporada 2022, arribaría el técnico nacional, Emiliano Astorga con la misión de lograr el tan ansiado ascenso a Primera División. Junto a él, llegaron el arquero argentino Matías Cano, los jugadores nacionales Juan Carlos Soto, Rodolfo González Aránguiz, Miguel Escalona Armijo, Bastián San Juan, Carlos Sepúlveda, Eduardo Farías, Mathías López, Roberto Gutiérrez, y el futbolista argentino nacionalizado chileno Maximiliano Cerato, y los jugadores argentinos Matías Ballini, Tomás Ortiz, y David Escalante. El equipo comenzaría fuerte en el torneo, y en la primera rueda, acumularía 11 victorias, 3 empates y 3 derrotas (todas en condición de visitante), afirmando un buen inicio de temporada manteniéndose en los primeros puestos de la tabla, ilusionando a la hinchada naranja. La segunda rueda comenzaría con algunas dudas las primeras 5 jornadas con 2 victorias, 2 empates, y 1 derrota (en condición de visita), pero tras la victoria en casa en el Estadio Zorros del Desierto ante el puntero y favorito a ascender, Magallanes, por 1-0, su nivel comenzó a crecer, a tal manera que desde la fecha 23, hasta la fecha 34, registró 7 victorias, y 4 empates, sin registrar derrotas (ni de local, ni de visita), así en total, el equipo terminaría la temporada con un total de 20 victorias, 8 empates y solo 4 derrotas, con un 67% de rendimiento. Sin embargo, a pesar de la gran temporada del equipo, además del gran rendimiento en su estadio (15 victorias y 1 empate, con un 96% de rendimiento), el equipo se quedó a puertas de lograr el tan ansiado y esperado ascenso, ya que en la última fecha del torneo, el equipo rescataría un amargo empate como local por 2-2 ante Santiago Morning, mientras que Magallanes (su rival directo) lograría una trabajada victoria como visitante, por 2-0 ante Deportes Recoleta en La Florida, dejando a Cobreloa con la última oportunidad de ascender mediante el playoff de ascenso, instancia que no lo aprovechó, cayendo como local ante Deportes Copiapó por un categórico 5-0, por lo que deberán jugar nuevamente en la "B", para la temporada 2023.

### Título y ascenso
Para la temporada 2023, el equipo se reforzó con jugadores como Gustavo Gotti, Cristian Insaurralde, Kevin Harbottle y el regreso de Ignacio Jara (que volvió a préstamo desde Colo-Colo). Los dirigidos por Emiliano Astorga, realizan una brillante campaña, tanto en la Primera B como en la Copa Chile. En las fechas finales de la Primera B, se metieron en la pelea por el título y el ansiado ascenso a la Primera División, mientras que en la Copa Chile, el equipo calameño ganó la Zona Norte del torneo, dejando en el camino a Ojanco de Tierra Amarilla, Deportes Antofagasta y a San Marcos de Arica, para luego ganar la zona tras vencer en la Final a Cobresal (líder del torneo de la Primera División), tomándose la revancha de su derrota, en la Final de la Liguilla de la Primera B 2018, lo que le permitió meterse en la semifinal nacional de la Copa Chile, donde se enfrentó a un clásico rival: el Colo-Colo de Gustavo Quinteros (en ese momento, vigente campeón del fútbol chileno y que a la postre, terminó siendo campeón de esa edición de la Copa Chile). En la ida en Calama, igualaron 2 a 2 en un entretenido y apasionante duelo; pero en la vuelta, los "loínos" caerían por 1 a 0 ante los "albos" en el Estadio Monumental (con gol del uruguayo Maximiliano Falcón), haciendo aun así un gran partido pese a las bajas en el once titular y con varios jugadores de la cantera.
En la penúltima fecha, Cobreloa parecía perder la primera opción del título y ascenso directo cuando igualaba sin goles en Calama frente a San Luis de Quillota, mientras que Santiago Wanderers y Deportes Iquique (sus rivales directos), ganaban sus respectivos duelos. Pero en el minuto 90'+8, un cabezazo hacía su propio arco del jugador "quillotano" Jeriberth Carrasco, tras un centro de Kevin Harbottle, le daba el triunfo al cuadro naranja y la primera opción, de buscar el anhelado ascenso en la última fecha.
Finalmente, el domingo 15 de octubre de 2023 en el Estadio Fiscal de Talca, con gol en el minuto 96 de cabeza del delantero argentino-paraguayo Cristian Insaurralde, Cobreloa logró derrotar como visitante a Rangers por 2-1 y aprovechando el triunfo de Deportes Iquique como local ante Santiago Wanderers, en duelo de rivales directos, concretó después de 8 años y medio de ausencia, su regreso a la Primera División, para la temporada 2024, luego de superar en un estrechísimo final de campeonato, precisamente a los iquiqueños (por 2 puntos) y a los caturros (por 3 puntos). Con ello, se consagró ese día como campeón de la división de plata del fútbol chileno, por primera vez en su historia (era el título que le faltaba en sus vitrinas) y su ansiado regreso a la máxima categoría del fútbol nacional.

### Segundo Descenso
Para el torneo de la Primera División 2024, Cobreloa realizaría una de las peores campañas de su historia. En la primera ronda, luego de un inicio irregular, a partir de la fecha 8 los zorros cosecharían una serie de derrotas, por 0:3 ante Audax Italiano y 0:4 ante O'Higgins como local, y 0:6 ante Ñublense, 0:4 ante Deportes Copiapó, y 1:4 ante Universidad Católica. En la fecha 11 Emiliano Astorga sería despedido, siendo reemplazado por Nelson Soto hasta la fecha 14. 
Entre medio, una fuerte polémica sacudiria el club, luego de una grave denuncia de una supuesta Agresión Sexual en contra de una joven ocurrida en una de las casas de la institución en el año 2020, donde estarían involucrados ocho ex cadetes de Cobreloa, entre ellos dos jugadores del plantel profesional de 2024, todos ellos terminarían en prisión preventiva mientras dure la investigación. Este hecho generó problemas internos y cuestionamientos públicos hacia la dirigencia del club.
En lo deportivo, desde la fecha 15 del campeonato, se confirma la llegada de Dalcio Giovanolli como nuevo entrenador con la misión de evitar un nuevo descenso, tarea que no pudo cumplir.
Si bien hubo un alza de rendimiento, Cobreloa no pudo sostener el buen inicio de ronda, cosechando duras derrotas por 0:3 ante Unión Española y 0:1 ante Ñublense en la fecha 25. Este último resultado provocó el despido de Giovanolli, quien dejaría el equipo en una incomoda posición en la tabla, muy cerca del descenso. En su reemplazo César Bravo asumiría con la tarea casi imposible de evitar el descenso. Con Bravo, Cobreloa tendría una gran alza, con triunfo ante Deportes Copiapó por 4:1, luego caería por igual resultado como visitante frente a Deportes Iquique, y empate 2:2 ante Universidad Católica, en la fecha 29. Con este último resultado Cobreloa debía vencer como visitante por una diferencia de ocho goles para mantenerse en la división. Con esa tarea, los zorros disputaron su último partido en la categoría, despidiéndose con un gran triunfo como visitante frente a O'Higgins por 3:0. 
Finalmente, Cobreloa finalizaría en la decimoquinta posición, con 31 puntos, consiguiendo 7 triunfos, 3 empates y 20 derrotas, convirtiendo 33 goles y recibiendo 62 lo que deja una pobre diferencia de goles de -29, consumando así el segundo Descenso de su historia, regresando nuevamente a la Primera B.

## Rivalidades

### Colo-Colo
Su mayor rival es Colo-Colo. El choque entre estos dos clubes es considerado el cuarto partido más atractivo del campeonato chileno de fútbol (Después del Superclásico, el Clásico Universitario y el partido entre Colo-Colo y Universidad Católica). Las razones para esta rivalidad incluyen el hecho de que en la década de los 80' Cobreloa y Colo-Colo disputaron codo a codo cada campeonato donde 8 de las 10 veces, se terminó coronando a alguno de los dos como campeón; la estadística positiva que mantuvo Cobreloa en partidos ganados convirtiéndolo en el único club chileno que tuvo supremacía sobre Colo-Colo en cantidad de triunfos (logro que mantuvo hasta la decimosexta fecha del torneo de Clausura 2014-2015, fecha en la que Colo-Colo derrotó 4 a 0 en calidad de visita a los loínos, lo que significó que ahora Cobreloa, ya no tiene superioridad ante los albos); el hecho de que Colo-Colo se demoró 23 años en ganar un partido en Calama, y el hecho de que en el año 2003, los loínos fueron bicampeones frente al cacique en su propio estadio: por lo que cabe destacar, que los albos han sido campeones en la gran mayoría de los estadios de Chile, menos en Calama.
En la estadística total (mayo de 2023) de los torneos nacionales, Cobreloa está en ventaja por un solo partido. En la Copa Chile Colo-Colo tiene una ventaja sobre Cobreloa de seis partidos ganados y en la Copa Libertadores, Cobreloa tiene la supremacía de tres partidos ganados ante los albos. No obstante, en la estadística total Colo-Colo adelanta por dos partidos a los loínos (43G-36E-41P).

### Deportes Antofagasta
Uno de sus principales archirrivales es Deportes Antofagasta debido principalmente a la ubicación geográfica de ambos equipos. El origen de esta rivalidad se remonta a finales de los años 70 con el nacimiento de Cobreloa, situación donde ambos se disputaban la popularidad en la II Región que pronto fue ampliamente dominada por Cobreloa. Se han enfrentado al menos un centenar de veces contando amistosos, partidos en Primera División y en Copa Chile. Con el descenso de Antofagasta y el fallido ascenso de Cobreloa en 2022, se volvieron a enfrentar en el Ascenso 2023. Cobreloa no registra victorias en Antofagasta desde 1993 por Primera División y Primera B.

### Peñarol
A nivel internacional, el mayor clásico de Cobreloa es con el club uruguayo Peñarol, con quienes se han medido en 6 oportunidades por torneos internacionales. La primera vez que se enfrentaron naranjas y carboneros fue en la Copa Libertadores 1981, por el grupo B de la segunda fase de ésta con triunfo por 1-0 de Cobreloa en el Estadio Centenario, mientras que en el siguiente partido nuevamente venció el cuadro loíno por 4-2 en Calama. En la siguiente llave que se midieron fue en la Copa Libertadores del siguiente año, en donde ambos cuadros llegaron a la final. En el encuentro de ida los "Zorros" se llevaron un empate a 0-0 en el Centenario, pero en la vuelta los "aurinegros" vencieron por 1-0 en el Estadio Nacional con gol de Fernando Morena a los 89 minutos de juego y se coronaron campeones de la copa. La siguiente vez que se midieron (sin contar un amistoso empatado a 0-0 jugado en 1985) fue por la Copa Sudamericana 2013, durante la primera fase de ésta. El partido de ida terminó empatado a 0-0 en Antofagasta, mientras que en la vuelta los "loínos" consiguieron un histórico triunfo por 2-0, eliminando a Peñarol de la copa.
En el historial, Cobreloa ha vencido en 3 ocasiones, empatado 2 y perdido solo en un encuentro. A pesar de perder solo una vez con el equipo uruguayo, al tratarse de una final de la Copa Libertadores, se le considera una de las derrotas más dolorosas de la historia del club, lo que le da más fuerza a la categoría de clásico.

## Administración
Cobreloa ha tenido 17 presidentes a lo largo de su historia. El primer presidente de la institución “loína” fue Francisco Núñez Venegas quien ostentó su cargo entre enero de 1977 y diciembre del mismo año, mientras que Sergio Jarpa Gibert fue el presidente de mayor duración en el cargo dentro de la institución (entre enero de 1993 y enero de 1998).
El presidente lo eligen los mismos 16 dirigentes - directores que asumen al momento de repartirse los cargos. A su vez, el presidente elegido, debe ser aceptado por el gerente de Codelco Norte. Dicho presidente queda, en principio, destinado a ese puesto por los dos años que va a estar en la dirigencia, pero al cabo de un año - cuando se renueva la mitad de directorio - los 8 dirigentes que continúan, más los 8 nuevos o reelegidos, deciden si el actual presidente continúa en su cargo o se elige otro.
Antiguamente, los dirigentes elegían una terna, la que era presentada al Gerente de Codelco Chuquicamata para que eligiera a uno de esos tres para que fuera el presidente por dos años inamovibles.
El último presidente de Cobreloa fue el señor Gerardo Mella Fernández. Ejerció el cargo hasta el 4 de abril de 2017, fecha donde lamentablemente fallece víctima de un infarto.
Actualmente el presidente de Cobreloa es Harry Robledo Cortés.

### Presidentes de Cobreloa
- 1977: Francisco Núñez Venegas
- 1978: Esteban Ibáñez
- 1978: José Gorrini Sanguinetti
- 1978-1982: Sergio Stoppel García
- 1983-1987: Luis Gómez Araya
- 1987-1988: Sergio Stoppel García
- 1989-1991: Pedro Cortés Navia
- 1991-1992: Luis Urrutia Concha
- 1992-1993: Orlando Álvarez Campos
- 1993-1998: Sergio Jarpa Gibert
- 1998-1999: Pedro Pablo Latorre Muñoz
- 1999-2003: Heriberto Pinto García
- 2003-2006: Gerardo Mella Fernández
- 2006-2007: Augusto González Aguirre
- 2007-2010: Juan George George
- 2010-2012: Javier Maureira Alfaro
- 2012-2014: Mario Herrera Pinto
- 2014: Jorge Pereira Vallejos
- 2014-2015: Augusto González Aguirre
- 2015-2017: Gerardo Mella Fernández
- 2017-2021: Walter Aguilera Valenzuela
- 2021: Duncan Araya
- 2021: Luis Vera
- 2022-2023: Fernando Ramírez Díaz
- 2023-2024: Marcelo Pérez García
- 2024-: Harry Robledo Cortés

### Directorio
El nuevo directorio de Cobreloa fue elegido el 16 de noviembre de 2024. En esta instancia la lista N°1 "Zorros por Siempre, Empresarios por Cobreloa" se impuso con un 33,97% de los votos totales correspondientes. El proceso fue llevado a cabo durante los días 15 y 16 de noviembre, donde los socios de la institución debían escoger a los siguientes encargados de administrar el club en el periodo (2024-2027). La mesa directiva de la Corporación Club de Deportes Cobreloa quedó compuesta de la siguiente forma:
Presidente: Harry Robledo Cortés
Vicepresidente: Ignacio Mehech Castellón
Tesorero: Cesar Jiménez Molina
Secretario: Wladimir Tito Trigo
Director: Chariff Moreno Fajardín
Director: Claudio Paredes Trigo
Director: Alejandra Ramos Rojo

## Escudo
El escudo de Cobreloa está inspirado en el símbolo del cobre, proveniente del Ankh, haciendo también una similitud con el logotipo corporativo de CODELCO. El primer diseño del escudo del equipo llevaba inscrito la palabra "Cobreloa", la cual se ubicaba en la parte inferior del símbolo y en el interior del óvalo formado por la figura, se encontraba una pelota de fútbol. El diseño del escudo durante los primeros años de Cobreloa no tuvo grandes cambios como imagen corporativa, sin embargo, si tuvo algunos cambios dentro de las primeras camisetas del equipo, en el año 1978 el escudo se imprimía de tono negro y con el diseño de la pelota de fútbol dentro de la época.
En 1982 Cobreloa utilizó un escudo en su camiseta con un plano circular de tono blanco y de relieve rojo alrededor del escudo original, el cual también se le cambió el color de las letras por un color naranja, el símbolo se dejó de 2 colores distintos uno de ellos de color amarillo haciendo una forma de cruz y el otro de color naranja rojizo haciendo un óvalo. En el año 1989 dejó de usar el relieve ovalado de tono blanco, conservando los cambios efectuados en 1982, desde ese año el equipo continuó usando ese escudo hasta en 1991 en las camisetas. En 1992 el color del escudo fue completamente naranja, al igual que la pelota de fútbol con cascos de tono negro al igual que las letras. En 1995 con la empresa Uhlsport el color del escudo cambió a una tonalidad más obscura y las letras se cambiaron a blancas, diseño que duró hasta el año 2000, con algunas variaciones tanto como en la camiseta de 1996 que poseía un escudo de blanco con relieves negros detrás del escudo original y en 1999 con la empresa Kelme que realizó un diseño similar al de 1996. 
En el año 2000 se decidió cambiar el escudo de Cobreloa que se mantiene hasta hoy. Lleva la palabra "Cobreloa" en la parte superior del símbolo y en la parte inferior donde se encontraba el nombre del equipo fue cambiado a "Calama". En las últimas camisetas se le ha dibujado un relieve naranjo en la palabra "Cobreloa", bajo las empresas Adidas, Diadora, Kelme y Lotto, con la excepción de la marca Garcis la cual dejó las letras sin ningún relieve. En el año 2013, en la zona superior del escudo de Cobreloa, se le agregaron 8 Estrellas, que simbolizan los títulos obtenidos por el cuadro naranja.
|           |
| 1979-1995 |

|           |
| 1995-2000 |

|           |
| 2000-2005 |

|           |
| 2005-2012 |

|           |
| 2012-2013 |

|               |
| 2013-presente |

## Himno
El himno oficial de Cobreloa fue compuesto por el destacado artista chuquicamatino Alejandro Álvarez Vargas (fallecido en 2017).
Ha sido versionado por numerosos cantantes y grupos locales, Además se ha adaptado a diversos estilos musicales, siendo el más destacado en género andino, interpretado por el grupo calameño Kaukari.
Adicionalmente, existen composiciones dedicadas al club, la mayoría registradas en los años de gloria del club. Entre las que se pueden citar, "Arriba Cobreloa" cueca de Juan Salgado, "Cumbia de Cobreloa" por el grupo The New Broken's, "Cumbiando a lo Campeón" por la Sonora Metal Rojo, entre otras.

## Uniforme

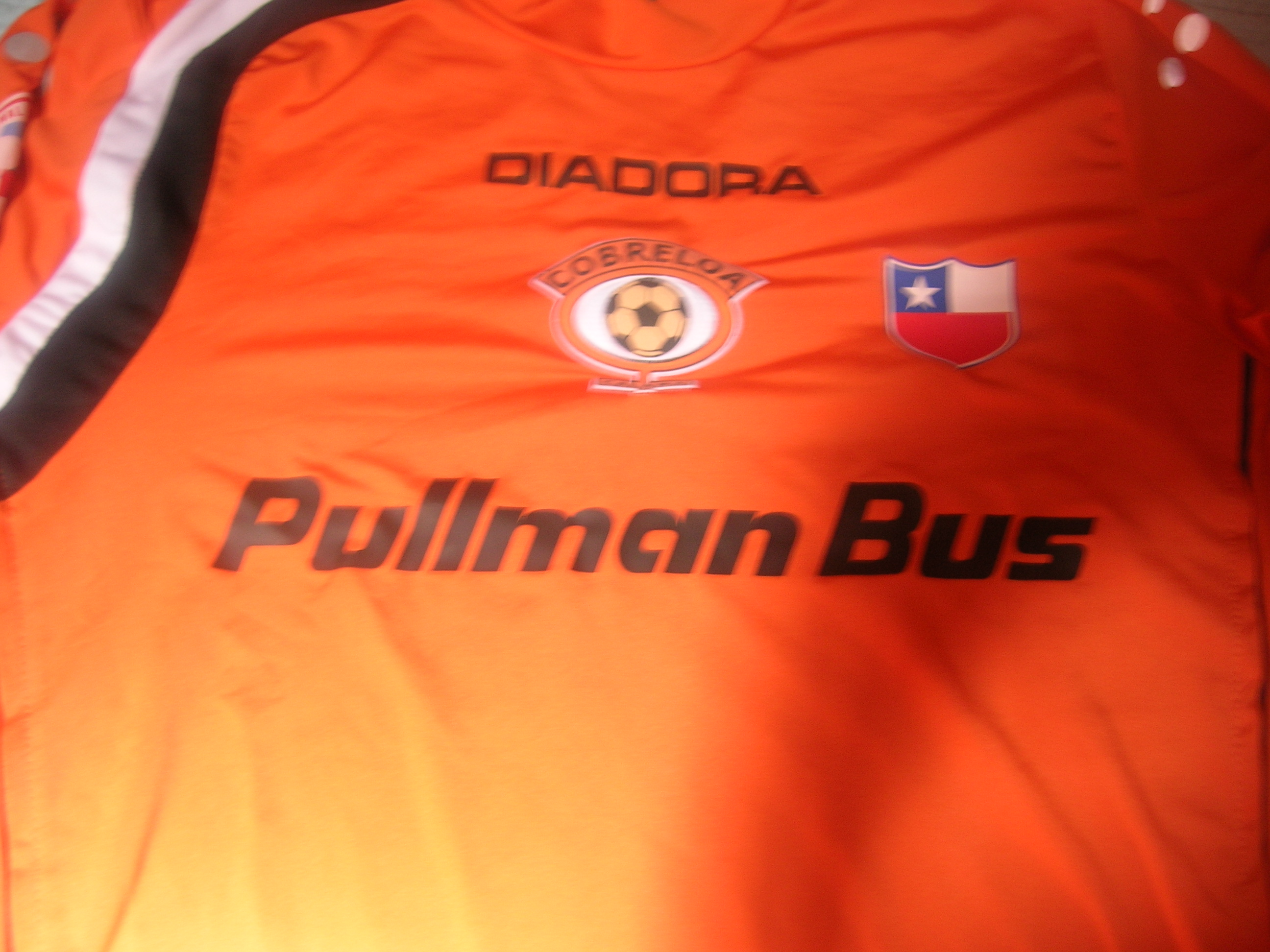
Camiseta utilizada por Cobreloa marca Diadora en el año 2005, y con la cual participó en la Copa Libertadores de América

El primer color de la camiseta titular de Cobreloa fue de color rojo, complementado con pantalones blancos, el que se estrenó contra el equipo de Deportes Antofagasta en la ciudad de Antofagasta, esto se produjo por razones de falta de indumentaria, por lo que se improvisó.
El color actual del uniforme titular es en su totalidad de color naranja, fue elegido por diferentes razones, según palabras del presidente José Gorrini, una de ellas fue en homenaje a la selección de fútbol de los Países Bajos, la cual en su momento era conocida como la "Naranja Mecánica" que gozaba de gran popularidad en esa época. Se suele asociar además, que el color naranja se asemejaba al color del mineral del Cobre. Por otro lado, se dice que otra de las razones fue para obtener garantías con la compañía LADECO la cual también poseía como color corporativo el color naranja durante esa década. Una versión distinta indica que fue elegido el color naranja, por influencia de Pierre Kerkhoffs Nijstens, uno de los fundadores de Cobreloa y quien era descendiente de familia neerlandesa. 
Desde entonces ha conservado este color hasta la fecha, con algunas variaciones como en el año 1992, que se utilizó pantalones blancos desde la duodécima fecha hasta el final de la temporada en la que se coronaron campeones del fútbol chileno. El uniforme alternativo ha sido tradicionalmente de color blanco en su totalidad, en la década de los años 1980 se utilizó la misma combinación, exceptuando el pantalón el cual fue cambiado a naranjo. Desde 2001 hasta 2006 fue cambiado a un uniforme completamente negro, el cual regresa a ser blanco entre 2007 y 2008. 
| Primer | ver evolución | Actual |

## Instalaciones

### Estadio Zorros del Desierto

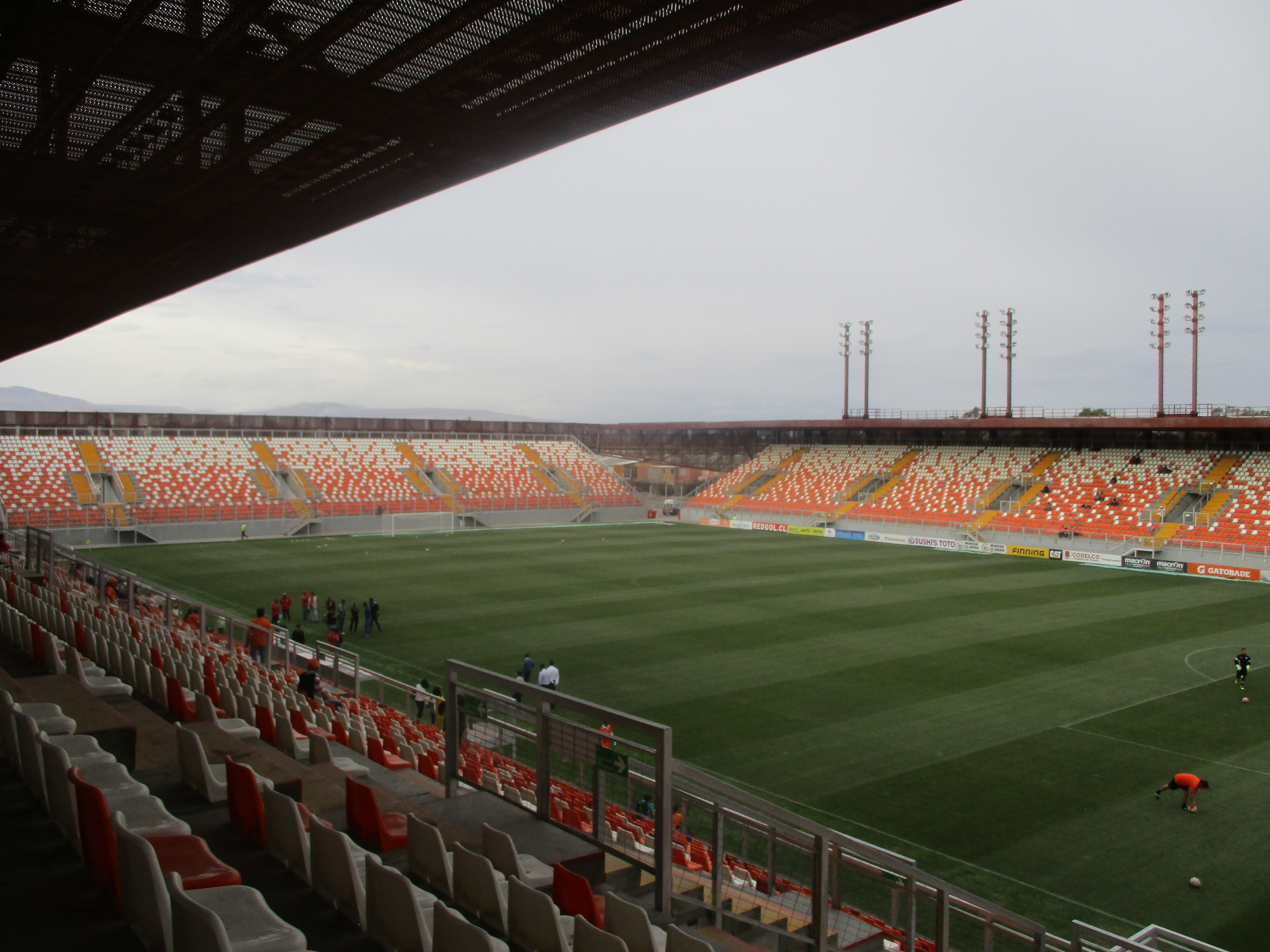
Estadio Zorros del Desierto.

Cobreloa jugó de local en el Estadio Municipal de Calama, recinto que fue propiedad de la Ilustre Municipalidad de Calama, y que fue cedido al club. Fue inaugurado el 12 de noviembre de 1952 y tiene una capacidad de 12 000 espectadores. También hizo de local en el Estadio Anaconda de Chuquicamata en un par de amistosos y en un partido correspondiente a Copa Chile.
Actualmente el Municipal de Calama no tiene certificación para acoger partidos internacionales de alta convocatoria, ante lo cual al llegar a la etapa de semifinales de alguna copa internacional el club ha debido trasladarse a otros recintos, como fue el caso de las finales de Copa Libertadores en las ediciones de 1981 y 1982 que se disputaron en el Estadio Nacional en Santiago. En los octavos de final de la Copa Sudamericana 2002 enfrentó en el partido de ida a Santiago Wanderers en el Estadio Regional de Antofagasta.
En julio de 2012 se confirmó el proyecto de remodelación del estadio. La ejecución de este comenzó en diciembre del mismo año con el fin de tenerlo finalmente terminado en el año 2014.
Con una capacidad de 12.000 espectadores, contemplando 200 butacas vip, cancha de pasto natural, camarines profesionales y amateur, casetas para radio y televisión, museo, tienda para hinchas, sala de conferencias, pantalla marcador led, ocho torres de iluminación las que permitirán la transmisión de los partidos en alta definición.
En octubre de 2014, se realizó una consulta ciudadana donde los calameños pudieron elegir el nuevo nombre del recinto, con 1088 sufragios la opción ganadora pasó a llamarse Zorros del Desierto, las siguientes 4 lugares dieron nombre a las tribunas del nuevo estadio, Tribuna Pacífico: Fernando Cornejo Jiménez, Tribuna Andes: Defensores de Topáter, Galería Sur: Corazón de Minero y Galería Norte: Río Loa.

### Estadio Luis Becerra Constanzo
El Estadio Luis Becerra Constanzo (ex estadio La Madriguera) es un recinto deportivo ubicado en la ciudad de Calama, Chile. Este estadio es propiedad del club, que usó el recinto mientras se remodelaba el Estadio Municipal de Calama.
Está ubicado en calle Atacama en el interior del Club de Campo de Cobreloa. Es uno de los cinco estadios en Chile cuyo propietario es el club de fútbol que lo utiliza; siendo su uso, provisorio. Tiene una capacidad para 4.000 espectadores.
Fue construido durante el año 2013 debido a la remodelación del Estadio Zorros del Desierto y la necesidad de Cobreloa de contar con un recinto deportivo de manera provisoria dentro de su ciudad, Calama. Se construyó principalmente con las graderías que fueron desmontadas del antiguo Estadio Municipal.
El Estadio Luis Becerra Constanzo fue inaugurado el 13 de octubre de 2013 bajo el nombre de "La Madriguera" en el partido entre Cobreloa y Cobresal por los octavos de final de la Copa Chile, cuyo resultado fue 2-2. El cuadro local terminaría siendo eliminado mediante los lanzamientos penales. El 25 de octubre de 2014 la dirigencia de Cobreloa decidió cambiar el nombre del recinto por el de Luis Becerra Constanzo, quien fuera utilero por más de 30 años en el club naranja y que falleció en 2011 debido a un paro cardiaco mientras realizaba sus labores en Cobreloa.
- Gracias a su construcción, Cobreloa pasó a ser el quinto equipo en Chile que es propietario de un estadio de fútbol en el país. Los otros cuatro son Universidad Católica, Colo-Colo, Unión Española y Huachipato.

- El costo de construcción fue bastante económico, ya que fue construido en su mayoría con las graderías desmontadas del Estadio Municipal de Calama antes de ser demolido.

- Su capacidad máxima es apenas para 4.000 espectadores; y la tribuna Pacífico es la única que cuenta con butacas, a diferencia de las galerías Norte, Sur y la tribuna Andes.

- El tablero marcador de goles es operado de manera manual.

- Cobreloa, mientras se remodelaba el Municipal de Calama y aún no estaba terminado el Estadio Luis Becerra Constanzo, hizo de local en el Estadio Tierra de Campeones en Iquique, Estadio Parque Juan López, Estadio Regional Calvo y Bascuñán en Antofagasta y Estadio El Cobre de El Salvador

- Su nombramiento no estuvo exento de polémicas, incluyendo discusiones internas entre los dirigentes de Cobreloa por la realización de este estadio.[24] Socios e hinchas del club denunciaron que jamás se les preguntó o informó sobre nombres para el lugar que en ese entonces solo era conocido como Mini Estadio de Calama. El nombre del recinto no fue del gusto de todos los hinchas, que aluden poca originalidad -la filial de Cobreloa en Santiago es conocida como La Madriguera- e incluso falta de respeto a grandes ídolos del club que sus nombres postulaban para bautizar al estadio.

### Club de Campo
Cobreloa cuenta con un Club de Campo en donde la comunidad, puede recrearse y hacer deporte, además es de uso para las escuelas de fútbol de Cobreloa, quienes desarrollan sus actividades durante todo el año, durante el periodo de noviembre y marzo se abren las piscinas de la institución, en donde se realizan cursos de natación en la mañana y para uso del público durante las tardes, Durante todo el año se encuentran abiertos el sector de pérgolas para el uso de la comunidad. Actualmente se venden las entradas para los partidos de Cobreloa se están vendiendo en el Club de Campo. Como el estadio Municipal de Calama se encuentra en reconstrucción, el club construyó un mini estadio, llamado La Madriguera, para que el plantel profesional pueda realizar sus encuentros de local en la ciudad de Calama y no trasladarse hasta Antofagasta como lo realizó desde febrero de 2013

### Sede institucional

Recuerdo del Club Bolívar que se encuentra en la sede de la institución.

Es el lugar en donde se realiza la atención al socio y también al público, en ella se realizan actividades tales como conferencias de prensa y retiro de abonos. En 2011, se reabrió la Tienda Naranja, con diversos artículos a la venta a disposición de los hinchas del club, además de contar con proyectos de abrir otras más en principales ciudades del país. Se encuentra ubicada en Abaroa 1517, Calama.

## Afición
Diversos estudios de opinión pública sitúan a Cobreloa como el 4° club con mayor número de simpatizantes en Chile. En cuando a la filiación, en julio de 2012 el club contaba con unos 4000 socios activos aproximadamente. en sus registros, cifra muy distante de los más de 13 mil que se contabilizaban en sus comienzos.
Entre la barras organizadas, se destaca la denominada "Huracán Naranja", que se ubica en la galería sur del Estadio Municipal de Calama. La barra posee filiales a lo largo del país y grupos organizados en diversos puntos, tales como Arica, Antofagasta, La Serena, Talca, Curicó, Santiago, Temuco y Valparaíso.
De acuerdo a datos del programa Estadio Seguro del Ministerio del Interior, durante el Campeonato Loto 2018 el Club de Deportes Cobreloa llevó 46.188 espectadores jugando de local, convirtiéndose en el 3° equipo que más espectadores llevó al estadio. Según estudios realizados por Adimark, Cobreloa posee el sexto puesto cómo el club más popular del fútbol chileno con el 0,9% de preferencias, aunque con discrepancia entre los propios hinchas del club.

## Datos del club
- Temporadas en 1.ª: 39 (1978-2014/15; 2024)
- Temporadas en 1.ªB: 11 (1977; 2015/16-2023; 2025-)
- Mejor clasificación en Primera División: 1.º (8 veces) 1980, 1982, 1985, 1988, 1992, 2003-A, 2003-C y 2004-C.
- Peor clasificación en Primera División: 18.º (2014-A).
- Mejor clasificación en Primera B: 1.º (2023).
- Peor clasificación en Primera B: 13.º (2021).
- Mejor participación internacional: Subcampeón (Copa Libertadores 1981) y (Copa Libertadores 1982).
- Mayor goleada conseguida:
  - En copas nacionales: 10-0 a O'Higgins en 1979.
  - En torneos nacionales: 9-0 a Regional Atacama en 1983.
  - En torneos de Primera B: 6-0 a Deportes Melipilla en 2018 y Deportes Valdivia en 2020.
  - En torneos internacionales: 6-1 a Atlético Torino y Sporting Cristal, ambos de Perú, en la Copa Libertadores de 1981; 7-2 a Ciclista Lima de (Perú) en la Copa Conmebol de 1995.
- Mayor goleada recibida:
  - En campeonatos nacionales: 0-6 de Ñublense en 2024
  - En campeonatos de Primera B: 0-5 de Ñublense en 2018, 0-5 de Deportes Copiapó en 2022
  - En torneos internacionales: 0-6 de Atlético Mineiro de Brasil en Copa Libertadores de 2000.
- Mayor número de partidos consecutivos sin perder en casa: Cobreloa tiene el récord continental de ser el equipo con mayor cantidad de partidos invicto de local y el quinto a nivel mundial, con 91 partidos jugados entre el 22 de diciembre de 1979 y el 22 de septiembre de 1985.[33]
- Máximo de partidos ganados en 1 temporada de liga: 26 (1992).
- Máximo de partidos ganados en torneos cortos: 15 en el 2003-A (10 en fase regular y 5 en playoffs); y en el 2004-A (11 en la fase regular y 4 en playoffs).
- Mayor número de goles marcados en una temporada: 96 (1983).
- Mayor número de goles marcados en torneos cortos: 55 (2004-C).
- Máximo goleador en partidos oficiales: Juan Covarrubias, con 144 tantos.[34]
- Máximo goleador en partidos internacionales: Víctor Merello, con 15 anotaciones.
- Máximo goleador en torneos de Primera B: Lucas Simón, con 41 anotaciones.
- Máximo goleador en un partido: Adrián Czornomaz quien le anotó cinco tantos a Huachipato en 1990.[35]
- Más partidos disputados: Héctor Puebla (662 partidos).[36]
- Portero menos goleado: Eduardo Fournier con 1.011 minutos sin recibir goles en 1985.[37]
- Jugadores elegidos como Mejor goleador mundial de Primera División según la IFFHS: Patricio Galaz en 2004, con 42 goles.
- Participaciones Internacionales (18):
  - Copa Libertadores de América (13): 1981, 1982, 1983, 1987, 1989, 1993, 2000, 2001, 2002, 2003, 2004, 2005, 2007.

- - Copa Sudamericana (3): 2002, 2012, 2013.

- - Copa Conmebol (2): 1995, 1996.

### Por competición
| Torneo                       | TJ | PJ  | PG | PE | PP | GF  | GC  | Dif. | Puntos |
| ---------------------------- | -- | --- | -- | -- | -- | --- | --- | ---- | ------ |
| Copa Libertadores de América | 13 | 94  | 35 | 28 | 31 | 152 | 107 | +45  | 133    |
| Copa Sudamericana            | 3  | 10  | 2  | 5  | 3  | 12  | 11  | +1   | 11     |
| Copa Conmebol                | 2  | 6   | 2  | 0  | 4  | 13  | 17  | -4   | 6      |
| Total                        | 18 | 110 | 39 | 33 | 38 | 177 | 135 | +42  | 150    |

### Rankings deIFFHS
- Clasificación Mundial de los Clubes 2013 (Top 200): 149.º (100,5 puntos).[38]
- Ranking del Club del Siglo de América del Sur: 27.º[39]
- Ranking del Club de Sudamérica de la 1.ª Década del Siglo XXI (2001-2010): 38.º[cita requerida]

## Jugadores

### Plantilla 2025
- Por disposición de la Asociación Nacional de Fútbol Profesional (ANFP), los equipos chilenos en la Liga de Ascenso están limitados a tener en su plantel un máximo de cinco futbolistas extranjeros, más un juvenil extranjero inscrito en el fútbol formativo desde el año 2023.
- Por disposición de la ANFP, el número de las camisetas no puede sobrepasar al número de jugadores inscritos.
- Por disposición de la ANFP, el plantel debe utilizar al menos 1890 minutos a juveniles chilenos nacidos a partir del 1 de enero de 2004.

### Altas 2025
| Jugador           | Posición      | Procedencia         | Tipo     |
| ----------------- | ------------- | ------------------- | -------- |
| Álvaro Salazar    | Portero       | Unión San Felipe    | Libre    |
| David Tapia       | Defensa       | Santiago Morning    | Libre    |
| Hugo Rojo         | Defensa       | San Marcos          | Libre    |
| Joaquín Mendez    | Defensa       | Deportes Colina     | Libre    |
| Agustín Heredia   | Defensa       | Boca Juniors        | Préstamo |
| Cristian Muga     | Mediocampista | Santiago Morning    | Libre    |
| Gerardo Navarrete | Mediocampista | Ciudad Real         | Libre    |
| Diego Acevedo     | Mediocampista | Agente libre        | Libre    |
| Ed Verhoeven      | Mediocampista | Nyköpings           | Libre    |
| Iván Ledezma      | Mediocampista | Deportes Santa Cruz | Libre    |
| Sebastián Zúñiga  | Mediocampista | Deportes Linares    | Libre    |
| Byron Bustamante  | Mediocampista | Deportes Temuco     | Libre    |
| Leandro Barrera   | Delantero     | Deportes Santa Cruz | Libre    |
| Gabriel Rojas     | Delantero     | Provincial Osorno   | Libre    |
| Gustavo Gotti     | Delantero     | Rangers             | Libre    |
| Rafael Arace      | Delantero     | Deportivo La Guaira | Libre    |
| Álvaro Delgado    | Delantero     | Deportes La Serena  | Libre    |
| Alex Valdés       | Delantero     | Ñublense            | Libre    |
| Walter Ponce      | Delantero     | Unión La Calera     | Libre    |

### Bajas 2025
| Jugador              | Posición      | Destino                   | Tipo                |
| -------------------- | ------------- | ------------------------- | ------------------- |
| Sebastián Rojas      | Portero       | Naval                     | Libre               |
| Nicolás Avellaneda   | Portero       | Chacarita Juniors         | Libre               |
| Jorge Espejo         | Defensa       | Audax Italiano            | Préstamo            |
| Yerko Águila         | Defensa       | San Luis                  | Libre               |
| Mauro Brasil         | Defensa       | Cerro Largo               | Libre               |
| Rivaldo Hernández    | Defensa       | Bandera de ?              | Libre               |
| Juan Carlos Soto     | Defensa       | Bandera de ?              | Libre               |
| Tomás Roco           | Mediocampista | Fortaleza                 | Traspaso            |
| Marco Borgnino       | Mediocampista | Alvarado                  | Libre               |
| Bryan Ogaz           | Mediocampista | Universidad de Concepción | Préstamo            |
| Juan Leiva           | Mediocampista | O'Higgins                 | Libre               |
| Nahuel Donadell      | Mediocampista | Coquimbo Unido            | Libre               |
| Benjamín Urzúa       | Mediocampista | Deportes Linares          | Libre               |
| Nicolás Orrego       | Mediocampista | Deportes Temuco           | Libre               |
| Javier Parraguez     | Delantero     | Deportes Iquique          | Libre               |
| Lucas Di Maio        | Delantero     | Cobresal                  | Retorno de préstamo |
| Cristian Insaurralde | Delantero     | Unión La Calera           | Préstamo            |
| Christian Bravo      | Delantero     | Deportes Antofagasta      | Libre               |
| Bastián Valdés       | Delantero     | Deportes Recoleta         | Préstamo            |
| Minoban Becerra      | Delantero     | Provincial Ovalle         | Libre               |
| Luciano Parra        | Delantero     | Bandera de ?              | Libre               |

### Distinciones

#### Goleadores Primera División
| Año           | Jugador                | Goles |
| ------------- | ---------------------- | ----- |
| 1982          | Jorge Luis Siviero     | 18    |
| 1983          | Washington Olivera     | 29    |
| 1993          | Marco Antonio Figueroa | 18    |
| Apertura 2004 | Patricio Galaz         | 23    |
| Clausura 2004 | Patricio Galaz         | 19    |

#### Goleadores Primera B
| Año  | Jugador     | Goles |
| ---- | ----------- | ----- |
| 2018 | Lucas Simón | 18    |

#### Goleadores Copa Chile
| Año  | Jugador              | Goles |
| ---- | -------------------- | ----- |
| 1982 | Jorge Luis Siviero   | 8     |
| 1986 | Juan Carlos Letelier | 11    |
| 1990 | Adrián Czornomaz     | 13    |
| 1994 | Alejandro Glaría     | 12    |
| 2018 | Lucas Simón          | 6     |

#### Goleador Mundial de Primera División
| Año  | Jugador        | Goles |
| ---- | -------------- | ----- |
| 2004 | Patricio Galaz | 42    |

#### Goleadores históricos
| Jugador              | Goles |
| -------------------- | ----- |
| Juan Covarrubias     | 151   |
| Juan Carlos Letelier | 112   |
| José Luis Díaz       | 104   |
| Jorge Luis Siviero   | 98    |
| Jaime Riveros        | 95    |
| Patricio Galaz       | 90    |

Actualizado hasta el 6 de marzo de 2013.

## Entrenadores
Cobreloa ha tenido un total de 38 entrenadores de fútbol a lo largo de su historia, los cuales solamente han tenido nacionalidad chilena, argentina, uruguaya o paraguaya; de estos, 27 han sido chilenos.
El primer entrenador del club, en su era profesional, fue Andrés Prieto, el cual consiguió el ascenso a Primera División en 1977. El entrenador que más perduró en el cargo fue Vicente Cantatore, que se mantuvo 5 años consecutivos en el puesto, entre 1980 y 1984. Cantatore es además, junto a Nelson Acosta, el único entrenador que ha obtenido 2 campeonatos nacionales, con mejor rendimiento internacional al conseguir dos vicecampeonatos consecutivos de Copa Libertadores y tiene el récord de nunca haber perdido como local por campeonatos nacionales. Otra de sus marcas indica que tiene un 100 % de rendimiento en partidos tipo A internacionales a nivel de selecciones adultas, al estar a cargo de la Selección Chilena 1984 que derrotó en Santiago a su similar de México por 1-0. A través de la historia del club Cobreloa han pasado 27 técnicos nacionales (incluyendo entrenadores interinos), 7 argentinos, 3 uruguayos y un paraguayo.

### Cronología
Los entrenadores interinos aparecen en cursiva.
- Andrés Prieto (1977−1979)
- Vicente Cantatore (1980−1984)
- Guillermo Yávar (1985)
- Jorge Toro (1985−1986)
- Jorge Luis Siviero (1986−1988)
- Miguel Hermosilla (1988−1989)
- Gustavo Cuello (1989)
- Andrés Prieto (1989−1990)
- Fernando Cavalleri (1991−1992)
- Mario Osbén (1992)
- José Sulantay (1992−1993)
- Jorge Garcés (1994−1995)
- Miguel Hermosilla (1995−1997)
- Carlos Rojas (1997−1998)
- Mario Herrera (1998)
- Arturo Salah (1999−2000)
- Carlos Rojas (2000)
- Oscar Malbernat (2000−2001)
- Víctor Merello (2001−2002)
- Nelson Acosta (2002−2003)
- Gilberto Reyes (2003)
- Eduardo Fournier (2003)
- Luis Garisto (2003)
- Fernando Díaz (2004)
- Miguel Hermosilla (2004)
- Nelson Acosta (2004−2005)
- Jorge Socías (2005)
- Eduardo Fournier (2005)
- Miguel Hermosilla (2005)
- Jorge Aravena (2006)
- Gustavo Huerta (2007)
- Gustavo Benítez (2008)
- Rubén Vallejos (2008)
- Marco Antonio Figueroa (2008)
- Marcelo Trobbiani (2009)
- Rubén Vallejos (2009)
- Germán Cornejo (2009)
- Raúl Toro (2009−2010)
- Germán Cornejo (2010)
- Mario Soto (2010)
- Nelson Acosta (2011-2012)
- Roberto Espicto (2012)
- Javier Torrente (2012)
- Marco Antonio Figueroa (2013)
- Jorge García (2013-2014)
- César Bravo (2014)
- Marcelo Trobbiani (2014)
- Pablo Trobbiani (2014)
- Fernando Vergara (2014)
- Marco Antonio Figueroa (2015)
- César Vigevani (2015-2016)
- César Bravo (2016)
- Carlos Rojas (2016)
- César Bravo (2016)
- Rodrigo Meléndez (2016)
- José Sulantay (2017)
- Rodrigo Pérez (2018)
- Rodrigo Meléndez (2018)
- Víctor Rivero (2019)
- Marco Antonio Figueroa (2020)
- Nelson Soto (2020-2021)
- Rodrigo Meléndez (2021)
- Héctor Almandoz (2021)
- Emiliano Astorga (2022-2024)
- Nelson Soto y  Pablo Abdala (2024-2024)
- Dalcio Giovagnoli (2024)
- César Bravo (2024-)

## Palmarés

### Torneos nacionales
- Primera División de Chile (8): 1980, 1982, 1985, 1988, 1992, Apertura 2003, Clausura 2003, Clausura 2004.
- Primera B de Chile (1): 2023.
- Copa Chile (1): 1986.
- Liguilla Pre-Libertadores (3): 1981, 1986, 2001.

Cobreloa se adjudicó las ediciones de 1981 y 1986 en calidad de invicto.
- Liguilla Pre-Sudamericana (1): 2002.
- Liguilla Pre-Conmebol (1): 1996.
- Subcampeón de la Primera División de Chile (8): 1978, 1979, 1981, 1983, 1993, 2000, Apertura 2004, Clausura 2011.
- Subcampeón de la Primera B de Chile (2): 2018, 2022.
- Subcampeón de la Copa Chile (3): 1991, 1993, 1995

### Torneos internacionales
- Subcampeón de la Copa Libertadores de América (2): 1981, 1982.

## Divisiones inferiores
La Cantera del Club de Deportes Cobreloa, es la rama formativa de la institución en la disciplina fútbol. Las divisiones inferiores en su categoría sub-18 entrenados actualmente por Adán Vergara y sub-21 entrenados por el exjugador Luis Fuentes. Actualmente es dirigido por el jefe técnico de las divisiones inferiores de la institución, Claudio Miranda, se encuentran en la ciudad de Calama, dónde ejercen de local en la cancha n.º 2, en el club de Campo de Cobreloa, las divisiones de las categorías de menor edad, se encuentran establecidas en la ciudad de Santiago.
Esta ha sido destacada por haber graduado como jugadores a Camilo Pino quien fue bota de Bronce en la Copa Mundial de Fútbol Juvenil de 1987 y actualmente a Alexis Sánchez, jugador del Inter de Milán, Eduardo Vargas, Charles Aránguiz, Francisco Castro estos últimos campeones de la (Copa Sudamericana 2011) con Universidad de Chile, también destacan otros jugadores como Junior Fernandes, Esteban Pavez, Paulo Díaz, Marcelo Allende, entre otros.
Cobreloa se consagró campeón del Apertura de Fútbol Joven Sub-19 con tres goles de Iván Ledezma, el cuadro loíno superó por 3-0 a Universidad de Chile y se quedó con el título del fútbol formativo nacional. Cobreloa venció a Universidad de Chile por 3-0 en Quilín y levantó la copa del Campeonato de Apertura de Fútbol Joven 2014 en la categoría Sub-19.
En la premiación final, el capitán de los "Zorros Del Desierto", Fernando Cornejo, recibió la copa de las manos de Jaime Baeza Zet, Segundo Vicepresidente de la ANFP, y de Jorge Jamis Manzur, vicepresidente de la Comisión Nacional de Fútbol Joven. La ceremonia, además, contó con la presencia de otros miembros del Directorio de la Corporación y del ente organizador del fútbol formativo chileno.
El trofeo del monarca se va a Calama, así como las expectativas para disputar la Copa de Campeones de la serie a fin de año, con el equipo que se consagre en el Clausura de la categoría.

### Palmarés
Campeonatos
- Categoría Sub-19: Apertura 2014[43]
- Categoría Sub-15: 2005[44]
- Categoría Sub-12: 2003[45]

Cobreloa se adjudicó la edición de 2003 en calidad de invicto.
- Categoría Sub-11: Apertura 2015[46]
- Categoría Sub-10: 2003[45]
- Categoría Sub-9 (2): 2003,[45] Apertura 2013[47]
- Torneo de Apertura de la Primera División B (Zona Norte) Sub-17 (1): 2018[48]
- Torneo de Apertura de la Primera División B (Zona Norte) Sub-15 (1): 2018[48]

Subcampeonatos
- Copa de Campeones Sub-19 (1): 2014[49]
- Subcampeón de la Categoría Sub-17 (1): 2012[50]
- Subcampeón de la Categoría Sub-16 (1): 2010.
- Subcampeón de la Categoría Sub-15 (1): 2007.
- Subcampeón de la Categoría Sub-13 (1): Apertura 2015.

Torneos Internacionales
- Categoría Sub-14: Santiago Cup 2016[51]

## Filiales

### Cobreloa B
Cobreloa "B" fue un club que debutó en la división en 2006, siendo invitado a la recién creada "Tercera División Zona Norte" (que agrupó a clubes de Tarapacá y Antofagasta), como filial de Cobreloa (club militante en Primera división).
El equipo de Tercera División fue concebido con el objeto de conformar una de las principales reservas que tuviera el primer equipo ante cualquier emergencia, mientras que el plantel de honor reforzaba a la filial con sus jugadores sub-23 no citados a los partidos del fin de semana.

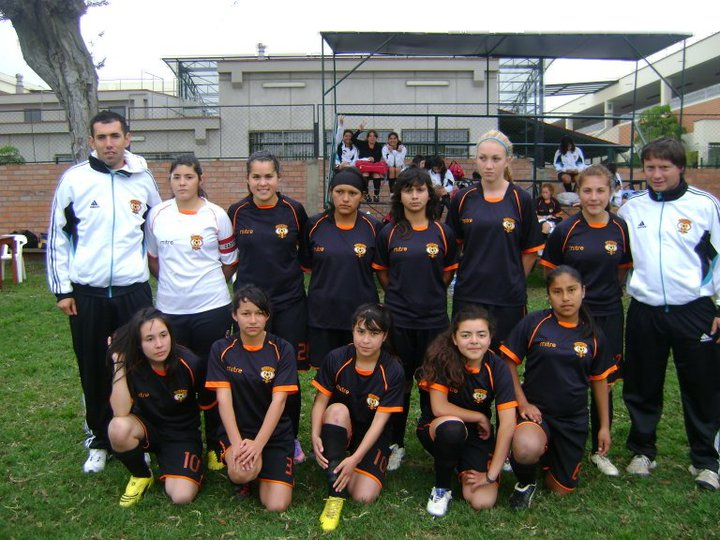
El equipo de Cobreloa femenino en un torneo preparatorio en Perú, el año 2010

El elenco se automarginó de la competencia de 2007

### Fútbol femenino
En el año 2010 el Club de Deportes Cobreloa deseaba insertarse en las competencias femeninas de fútbol organizadas por la ANFP para el año 2011, para esto realizó una alianza con el Centro Deportivo y Cultural LIFAE, ubicada en la comuna Las Cabras con el objetivo de obtener representativas que jugaran por la institución. En el transcurso del proceso de preparación del equipo enfrentaron a la Selección Femenina de Calama, con el objetivo de dar a conocer a la comunidad como a la directiva el proyecto a realizar, además en Calama en el 2014, también se intentó consolidar un femenino loino pero por problemas dirigénciales (dinero), el femenino se disolvió y todas sus jugadoras fueron despedidas.
Durante el 2019, Cobreloa anunció que tendrá su rama femenina desde el fútbol formativo. Fue así que el plantel femenino adulto hizo su debut oficial el 18 de junio de 2021 , en partido válido por la primera fecha del Campeonato de Primera B Femenina de Chile, partido que finalizó en empate a un tanto frente a San Marcos de Arica en condición de visitante.